# 五氟化钼
五氟化钼是一种无机化合物，化学式为MoF5。它是吸湿性的黄色晶体，以四聚体的形式存在。

## 制备
五氟化钼可由金属钼和六氟化钼反应得到：
Mo + 5 MoF6  →  6 MoF5
它也可由六氟化钼和三氟化磷反应制得：
2 MoF6 + PF3 → 2 MoF5 + PF5
如果用三氯化磷进行反应，则会产生四氯化钼作为副产物：
5 MoF6 + 2 PCl3 → 4 MoF5 + MoCl4 + 2 PF5 + Cl2
六氟化钼和硅的反应也是制备方法之一：
4 MoF6 + Si → 4 MoF5 + SiF4
此外，四氟化钼和四氟氧化钼在200 °C共热，也会生成五氟化钼：
MoF4 + MoOF4 → MoF5 +  MoOF3

## 反应
五氟化钼在165 °C歧化为四氟化钼和六氟化钼：
2 MoF5  →  MoF4  +  MoF6
它和碱金属氟化物在无水氟化氢中反应，生成六氟代钼(V)酸盐：
MF + MoF5 → MMoF6
它和氟化铜、钼在530 °C反应，生成和CuSnF6同构的棕色晶体CuIIMoIVF6：
4 MoF5 + 5 CuF2 + Mo → 5 CuMoF6
五氟化钼和氨气反应，生成MoF5(NH3)；在−70～−65 °C和液氨反应，生成暗棕色的MoF5(NH3)5，它会在室温失去一分子的氨。